# ジャッカルの日 (テレビドラマ)
『ジャッカルの日』（The Day of the Jackal）は、フレデリック・フォーサイスの小説およびの同名映画に基づいたイギリスのスパイスリラーテレビシリーズ。第1シリーズは2024年11月に放送を開始した。同月、第2シーズンに更新された。
『ジャッカルの日』は批評家から好評を博し、ゴールデングローブ賞の最優秀テレビシリーズと最優秀男優賞にノミネートされた。クリティクス・チョイス・テレビジョン・アワード ドラマシリーズ主演男優賞とドラマシリーズ作品賞にノミネートされた。
日本では、2025年2月22日よりWOWOWで放送された。

## キャスト
※括弧内は日本語吹替。
ジャッカル
演 - エディ・レッドメイン（福田賢二）
世界的に有名な暗殺者
ビアンカ・プルマン
演 - ラシャーナ・リンチ（石田嘉代）
MI6セクション303のエージェント
ヌリア
演 - ウルスラ・コルベロ（行成とあ）
ジャッカルの妻
ティモシー・ウィンスロップ
演 - チャールズ・ダンス（仲野裕）
オシタ・ハルクロウ
演 - チュクウディ・イウジ（花輪英司）
MI6セクション303におけるビアンカの上司
イザベル・カービー
演 - リア・ウィリアムズ（八十川真由野）
MI6の副参謀長
UDC（ウレ・ダグ・チャールズ）
演 - ハリド・アブダラ（豊田茂）
IT起業家
ジーナ・ジャンソン
演 - エレノア・マツウラ（ちふゆ）
ポール・プルマン
演 - スーレ・リミ（北田理道）
ビアンカの別居中の夫。大学の講師。
ダミアン・リチャードソン
演 - ベン・ホール（藤高智大）
MI6のエージェント。ビアンカのアシスタント。
ジョンジョ・オニール
演 - エドワード・カーバー
MI6のフィクサー
ヴィンセント・パイン
演 - ニック・ブラッド（羽鳥佑）
MI6のエージェント。警護部員。ビアンカの警察学校時代の同期。

### ゲスト出演
ノーマン・ストーク
演 - リチャード・ドーマー（土田大）
ラリーの弟でガンスミス。芸術家肌で完璧な仕事を好む。
ジェレミー・ホワイトロック
演 - アダム・ジェームズ（志村知幸）
外務大臣
ゲイリー・コブ
演 - ジェラルド・カーンズ
マンフレート・フェスト
演 - ブルクハルト・クラウスナー（辻親八）
S1#1でジャッカルに射殺される男
ヴェルナー・レックナー
演 - トーマス・ムラーズ（辻親八）
ドイツ当局の担当者

### リカーリング
ジャスミン・プルマン
演 - フロリサ・カマラ
ビアンカとポールの娘
ラリー・ストーク
演 - パトリック・オケイン（及川いぞう）
ノーマンの兄で用心棒。
アリソン・ストーク
演 - ケイト・ディッキー（伊沢磨紀）
ラリーの妻。アイルランドテロ事件で、ビアンカの協力者を勤めたことがあり、本件でも協力を求められる。
- 日本語吹替版スタッフ
翻訳：山門珠美、演出：小山悟、調整：朴宰範、制作担当：山田佳奈、WOWOW担当：佐藤美穗

## 製作

### 企画
SkyとPeacockとのカーニバルフィルムズによるプロジェクトは2022年11月に発表された。

### キャスティング
2023年3月、エディ・レッドメインがキャストに加わることが発表された。2023年6月、ラシャーナ・リンチがキャストに加わった。ウルスラ・コルベロ、チャールズ・ダンス、リチャード・ドーマー、チュクウディ・イウジを含む追加キャストが2024年2月に発表された。

### 撮影
撮影は4カ国で行われ、7か月かかる予定のこのシリーズの撮影は、2023年6月に開始された。撮影はハンガリーのブダペストとその近隣地域で始まった。